# Eszám el-Hadari
Eszám el-Hadari, a nyugati sportsajtóban Essam El-Hadary (arabul: عصام الدين كمال توفيق الحضري; Damietta, 1973. január 15. –) egyiptomi válogatott labdarúgó, kapus.

## Pályafutása

### Klubcsapatban
A Damietta csapatába nevelkedett és 23 esztendősen igazolt az el-Ahlíhoz. 2008 februárjában 35 esztendősen Európába igazolt az FC Sionhoz. 2009. július 20-án csatlakozott az Ez-Zamálek csapatához, de 4 hónapos felfüggesztést kapott. 2010 decemberében a szudáni Al-Merreikh SC játékosa lett. 2013 és 2017 között a Vádí Dedzsla és a Ismaily SC játékosa is volt. 2017 júniusában a Al-Taawoun FC csapatának a játékosa lett.
2020 nyarán 47 évesen bejelentette visszavonását.

### A válogatottban
Részt vett az 1998-as, a 2000-es, a 2002-es, a 2006-os, 2008-as, 2010-es és a 2017-es afrikai nemzetek kupáján. Az 1999-es és a 2009-es konföderációs kupán részt vevő keretnek is tagja volt. A labdarúgó-Afrika-kupák történetének legidősebb játékosa lett a 2017-es kontinenstornán. 2017. január 17-én, két nappal a 44. születésnapja után Mali ellen Mohamed es-Senávi kezdett, de a 25. percben vállsérülés miatt le kellett cserélni, így cserélték be és lett rekorder.
2018. június 25-én a Szaúd-Arábia elleni világbajnoki csoportmérkőzésen 45 évesen és 162 naposan a labdarúgó-világbajnokságok történetének legidősebb pályára lépő játékosa lett.

## Sikerei, díjai

### Klub
- el-Ahlí
  - Egyiptomi bajnok: 1996–97, 1997–98, 1998–99, 1999–2000, 2004–05, 2005–06, 2006–07, 2007–08
  - Egyiptomi kupa: 2000–01, 2002–03, 2005–06, 2006–07
  - Egyiptomi szuperkupa: 2003, 2005, 2006, 2007
  - CAF-bajnokok ligája: 2001, 2005, 2006, 2008
  - CAF-szuperkupa: 2002, 2006, 2007
  - UAFA Club Championship: 1996
  - Arab Super Cup: 1997, 1998
- Sion
  - Svájci kupa: 2008–09
- Al-Merrikh
  - Szudáni bajnok: 2011
  - Szudáni kipa: 2012

### Válogatott
- Egyiptom
  - Afrika-játékok: 1995
  - Afrikai nemzetek kupája: 1998, 2006, 2008, 2010
  - Pán-afrikai játékok: 2007

## Statisztikái

### A válogatottban
| Egyiptom | Egyiptom | Egyiptom |
| Év       | Mérk.    | Gólok    |
| -------- | -------- | -------- |
| 1996     | 2        | 0        |
| 1997     | 9        | 0        |
| 1998     | 4        | 0        |
| 1999     | 6        | 0        |
| 2000     | 3        | 0        |
| 2001     | 6        | 0        |
| 2002     | 14       | 0        |
| 2003     | 3        | 0        |
| 2004     | 6        | 0        |
| 2005     | 5        | 0        |
| 2006     | 11       | 0        |
| 2007     | 9        | 0        |
| 2008     | 18       | 0        |
| 2009     | 16       | 0        |
| 2010     | 11       | 0        |
| 2011     | 2        | 0        |
| 2012     | 13       | 0        |
| 2013     | 1        | 0        |
| 2014     | 4        | 0        |
| 2015     | 0        | 0        |
| 2016     | 4        | 0        |
| 2017     | 9        | 0        |
| 2018     | 3        | 0        |
| Összesen | 159      | 0        |

## Külső hivatkozások
- Eszám el-Hadari a National-football-teams.com oldalon